# Museumkwartier (Utrecht)

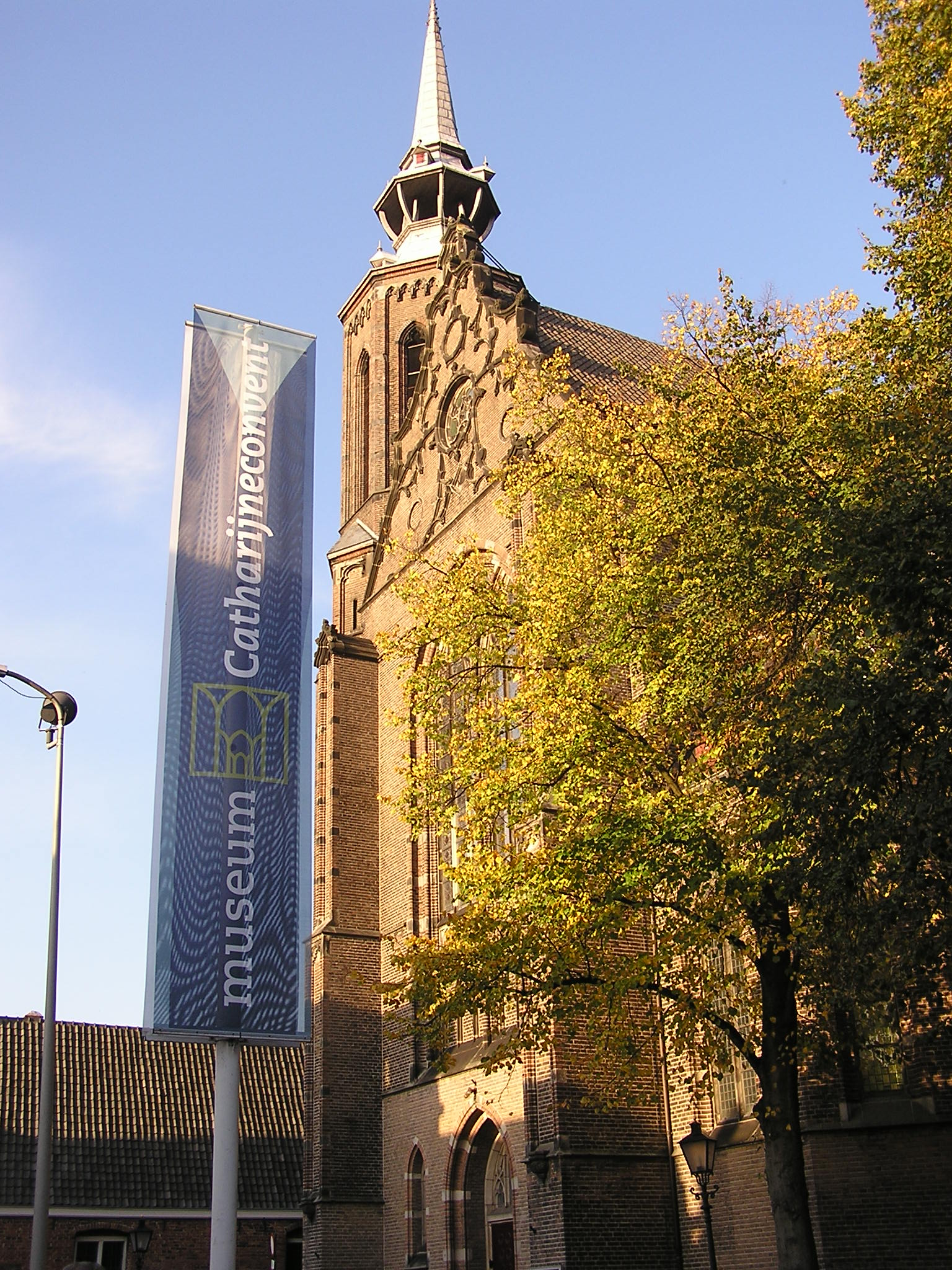
Catharijneconvent

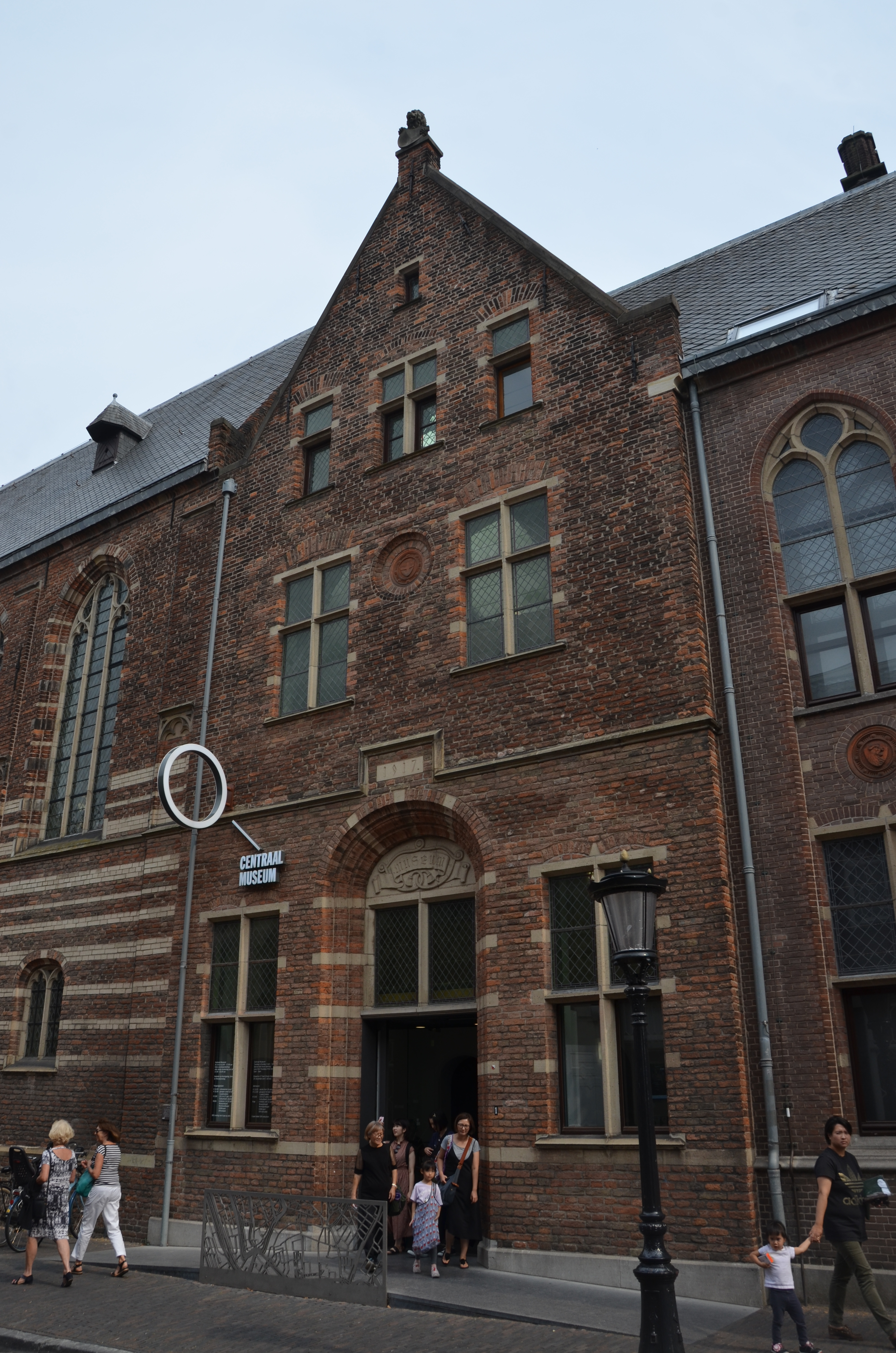
Centraal Museum

Het Museumkwartier is het zuidelijk deel van de oude binnenstad van de Nederlandse stad Utrecht. Hier bevinden zich in oude en nieuwe gebouwen diverse musea en er zijn veel restaurants en uitgaansgelegenheden. De Tolsteegbrug is een plaats waar bij goed weer buiten wordt gegeten en gedronken.
Straten in het kwartier zijn onder andere: Lepelenburg, Oudegracht, Nieuwegracht, Lange Nieuwstraat, Geertebuurt, Springweg, Mariaplaats, Domplein, Pieterskerkhof en Twijnstraat.
Vanaf 1888 was het Wilhelmina Kinderziekenhuis in deze buurt gevestigd, dit verhuisde in 1999 naar De Uithof. Het oude ziekenhuisterrein kreeg daarna een nieuwe invulling.
Het merendeel der godskameren bevinden zich in het Museumkwartier.

## Musea en andere bezienswaardigheden
- BAK, Basis voor Actuele Kunst
- Beyerskameren
- Bruntskameren
- Centraal Museum
- nijntje museum
- Domtoren
- Fundatie van Renswoude
- De Gesloten Steen
- Kameren Maria van Pallaes
- Kleine Vleeshal
- Leeuwenbergh Gasthuis
- Museum Catharijneconvent
- Oude Hortus
- Museum en Sterrenwacht Sonnenborgh
- Sint-Catharinakathedraal
- Sint-Nicolaasklooster
- Universiteitsmuseum
- Zocherpark

In dit deel van de binnenstad bevinden zich veel rijksmonumenten en gemeentelijke monumenten. 

## Openbaar vervoer
U-OV-buslijn 2 (Ringlijn Museumkwartier) rijdt vanaf het centraal station door het Museumkwartier en is tevens de snelste manier om een indruk van de wijk te krijgen.